# ارتم ندولایا
ارتم ندولایا (اوکراینی: Артем Олександрович Недоля؛ زادهٔ ۲۰ اکتبر ۱۹۹۳) بازیکن فوتبال اهل اوکراین است.